# Budda medytacyjny

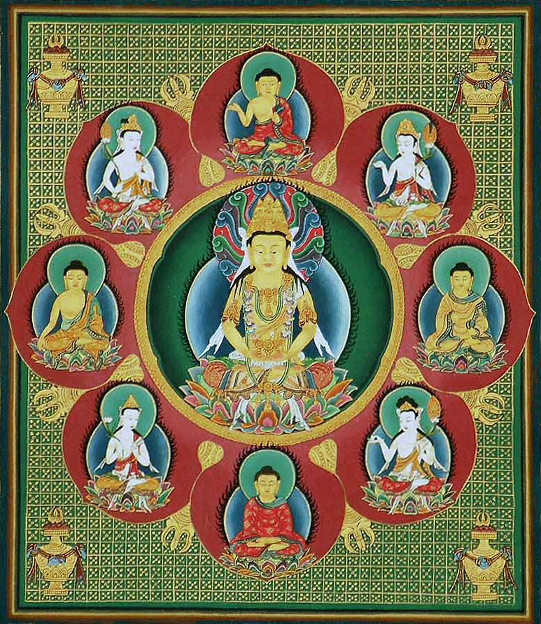
Sukno z wizerunkiem Buddy

Buddowie medytacyjni – Pięciu dhjanibuddów (sanskr. dhyani – medytacja) – w buddyzmie wadźrajany, znanych również jako pięciu buddów mądrości (jap. gochinyorai), pięciu wielkich buddów lub pięciu dżina (skt. zwycięzca lub zdobywca), reprezentuje pięć właściwości Buddy. Buddowie ci są częstym tematem mandal wadźrajany. 
Pięciu buddów mądrości powstało w oparciu o opisaną w jogaćarze koncepcję dotyczącą dhjanibuddów, lub inaczej teorii Trikaja (sanskr. tri "trzy", kaya "ciało") która zakłada istnienie trzech "ciał" Buddy. Buddowie mądrości reprezentują wszystkie aspekty dharmakai, lub też "ciała prawdy", które ucieleśnia samą zasadę oświecenia. Z początku pojawiło się dwóch Buddów, reprezentujących mądrość i współczucie – byli to odpowiednio Akszobhja i Amitabha. Dalszy podział pozwolił na przedstawienie ucieleśnienia aspektów mocy lub aktywności, oraz piękna lub duchowego bogactwa.
W Sutrze Złotego Światła (wczesnej sutrze Mahajany) formy te noszą imiona Dundubhiśwara i Ratnaketu, lecz z biegiem czasu uległy one zmianie na Amoghasiddhi i Ratnasambhawa. Budda znajdujący się pośrodku to Wajroćana.
Pięciu buddów mądrości ochranianych jest przez pięciu królów mądrości, w Japonii przedstawia się ich często razem w Mandali Dwóch Światów.
Każdy z pięciu buddów w pierwszej kolejności identyfikuje konkretną ludzką niedoskonałość (wadę/przeszkadzające uczucie) a następnie pomaga przekształcić je w cechę pozytywną, umożliwiając w ten sposób duchowy rozwój niezbędny do osiągnięcia oświecenia.

## Mandala
Należy zwrócić uwagę, iż gdy buddowie ci przedstawiani są na mandalach, mogą czasem mieć inny kolor lub zajmować inne niż zazwyczaj miejsce. Szczególnie częste jest zamienianie miejscami Akszobhji i Wajroćany. W mandali Wajroćany buddowie umiejscowieni są w następujący sposób
```
                      Akszobhja (wschód)
                           |
                           |
 (północ) Amoghasiddhi----Wajroćana----Ratnasambhawa (południe)
                    (forma centralna, medytujący)
                           |
                           |
                        Amitabha (zachód)
```

## Atrybuty
Z każdą z form związana jest wielka liczba atrybutów i skojarzeń, dzięki czemu mandala staje się kluczem do zapamiętania i zrozumienia całości nauk Dharmy.
Do atrybutów tych należą m.in.:
| Budda                            | Akszobia                  | Amoghasiddhi              | Amitabha               | Ratnasambawa             | Wajroćana           |
| -------------------------------- | ------------------------- | ------------------------- | ---------------------- | ------------------------ | ------------------- |
| kierunek                         | wschód                    | północ                    | zachód                 | południe                 | centrum             |
| kolor                            | niebieski                 | zielony                   | czerwony               | żółty                    | biały               |
| neuroza / przeszkadzająca emocja | nienawiść                 | zazdrość                  | pożądanie/przywiązanie | duma                     | niewiedza           |
| mądrość                          | podobna zwierciadłu       | doświadczenia             | rozróżniająca          | równości                 | podobna przestrzeni |
| żywioł                           | woda                      | wiatr                     | ogień                  | ziemia                   | przestrzeń          |
| Rodziny                          | Rodzina Wadźry (Diamentu) | Rodzina Karmy (Działania) | Padmy (Lotosu)         | Rodzina Ratny (Klejnotu) |                     |
| mudra                            | dotykania ziemi           | nieustraszoności          | medytacji              | dawania                  | nauczania Dharmy    |